# 코헨과 데이트
코헨과 데이트(Cohen And Tate)는 미국에서 제작된 에릭 레드 감독의 1989년 범죄, 스릴러 영화이다. 로이 샤이더 등이 주연으로 출연하였고 안토니 루퍼스 이삭스 등이 제작에 참여하였다.

## 출연

### 주연
- 로이 샤이더
- 아담 볼드윈

### 조연
- 할리 크로스
- 쿠퍼 허카비
- 수잔 사보이
- 마르코 페렐라
- 톰 캠피텔